# Cerithiopsis halia
Cerithiopsis halia är en snäckart som beskrevs av Bartsch 1911. Cerithiopsis halia ingår i släktet Cerithiopsis och familjen Cerithiopsidae. Inga underarter finns listade i Catalogue of Life.